# Chersotis gratissima
Chersotis gratissima là một loài bướm đêm trong họ Noctuidae.